# بوستد هلدینگ
بوستد هلدینگ (انگلیسی: Boustead Holdings) شرکت هلدینگ مالزیایی است، که در سال ۱۸۲۸ تأسیس شد.